# 糖廍里
糖廍里是台北市萬華區大理次分區轄下的一個里。面積0.1800平方公里，下轄19鄰。2022年止共有人口5,130人。

## 邊界
西側為華江里、綠堤里，北側為青山里，東側為富福里，南側為和平里。